# Nitraria
Nitraria is de naam van een genus van bedektzadigen. Het telt nog geen dozijn soorten van kleine struikjes in woestijnachtige omstandigheden (zoutwoestijnen). De soorten komen voor in Noord-Afrika, de Sahara en van Roemenië tot in de gematigde delen van Azië en verder in Australië.
Volgens het APG II-systeem (2003) vormt het genus in zijn eentje de familie Nitrariaceae, een familie die hoort de familie tot de eudicots, oftewel de 'nieuwe' Tweezaadlobbigen.
Voorheen werd het genus wel geplaatst in de familie Zygophyllaceae. Opmerkelijk is dat APG II deze familie uit de orde Sapindales gehaald heeft, maar juist dit genus wel in deze orde handhaaft.

## Soorten
- Nitraria billardierei DC.
- Nitraria iliensis Banaev & Tomosh.
- Nitraria komarovii Iljin & Lava ex Bobrov
- Nitraria pamirica L.I.Vassiljeva
- Nitraria retusa (Forssk.) Asch.
- Nitraria roborowskii Kom.
- Nitraria schoberi L.
- Nitraria sibirica Pall.
- Nitraria sphaerocarpa Maxim.
- Nitraria tangutorum Bobrov